# فلوريان موريس
فلوريان موريس (بالفرنسية: Florian Maurice) (20 يناير 1974 في رون ألب) لاعب كرة قدم فرنسي معتزل كان يجيد اللعب في مركز المهاجم. اشتهر عندما ساهم في فوز نادي باريس سان جيرمان ببطولة كأس الدوري الفرنسي وكأس فرنسا سنة 1998. شارك مع منتخب فرنسا في 6 مباريات دولية مسجلا هدف واحد فقط.

## المسيرة الرياضية
بدأ موريس مسيرته الرياضية في نادي ليون سنة 1986. بعدما شاهد الجميع موهبته الكبيرة اعتبروه جان بيير بابان القادم. تم ضمه للفريق الأول ولكن لم يلعب أي مباراة طوال موسم 1991-1992. أول مباراة رسمية شارك فيها كانت في أغسطس 1992. وفي موسم 1994-1995 وبعدما سجل 15 هدف في بطولة دوري الدرجة الأولى تم استدعائه للمشاركة مع منتخب فرنسا للمرة الأولى. في موسم 1995-1996 سجل 18 هدف لصالح نادي ليون وشارك في بطولة كأس الأمم الأوروبية للشباب تحت 21 سنة التي أقيمت في إسبانيا واحتل منتخب فرنسا المركز الثالث ومسابقة كرة القدم بدورة الألعاب الأولمبية الصيفية 1996 التي أقيمت في أتلانتا بأمريكا وخرج منتخب فرنسا من الدور الربع النهائي على يد منتخب البرتغالعلى الرغم من نجاحه في تسجيل 3 أهداف في مرمى منتخبات أستراليا، السعودية، والبرتغال.
قرر مدرب منتخب فرنسا إيمي جاكيه استدعاء موريس للمشاركة في أغسطس 1996. بسبب تعرضه للإصابة في وتر أخيل في موسم 1996-1997 وابتعاده عن الملاعب لعدة أشهر فقد توقفت مرحلة تطوير مستواه. في صيف 1997 انتقل إلى نادي باريس سان جيرمان وساهم في الفوز ببطولة كأس الدوري الفرنسي وكأس فرنسا سنة 1998. في خلال الموسم الوحيد مع نادي العاصمة استطاع تسجيل 7 أهداف ثم انتقل إلى نادي مرسيليا في صيف سنة 1998.
في موسمه الأول على ملعب فيلودروم استطاع أن يستعيد حاسته التهديفية وأن يسجل 14 هدف وساهم في تأهل الفريق إلى المباراة النهائية لبطولة كأس الاتحاد الأوروبي ولكنه خسر من نادي بارما الإيطالي 0-3. خلال الموسمين التاليين عانى من كثرة تعرض للإصابة وبالتالي فقد مركزه الأساسي بالتشكيلة وشارك في آخر مباراة له مع منتخب فرنسا في نوفمبر 1999 أمام منتخب كرواتيا وسجل هدفه الدولي الوحيد مساهما في الفوز بنتيجة 3-0. قرر حينها المدرب روجيه لومير عدم استدعاء موريس مجددا.
في صيف سنة 2001 قرر الاحتراف خارج فرنسا وتوجه جنوبا نحو نادي سلتا فيغو الإسباني. بسبب عدم إثارة إعجاب مسئوليه في موسمه الأول قرر العودة مجددا إلى فرنسا والانضمام إلى نادي باستيا حيث حقق نجاح متوسط ولكن نادي باستيا لم يكن يرغب في تجديد العقد الذي انتهى في صيف 2004 مما حدا به إلى الموافقة على الانتقال إلى الصاعد الجديد نادي إستر. فشل موريس في تسجيل أي هدف ومساعدة نادي إستر في الهروب من منطقة الهبوط وقرر موريس مغادرة النادي في يناير 2005. انتقل موريس إلى نادي الدرجة الثانية شاتورو حيث لعب فيه حتى سبتمبر 2005. حاليا هو محلل في قناة نادي ليون.

## روابط خارجية
- فلوريان موريس على موقع الاتحاد الدولي (مؤرشف)  (الإنجليزية)
- فلوريان موريس على موقع قاعدة بيانات كرة القدم.إي يو (الإنجليزية)
- فلوريان موريس على موقع ليكيب (الفرنسية)
- فلوريان موريس على موقع ناشيونال فوتبول تيمز (الإنجليزية)
- فلوريان موريس على موقع عالم كرة القدم.نت (الإنجليزية)
- فلوريان موريس على موقع كووورة
- فلوريان موريس على موقع أوليمبيديا (الإنجليزية)